# Singidella latecostata
Singidella
Genre
Espèce
Singidella latecostata est une espèce d'amphibiens fossile de la famille des Pipidae, la seule du genre Singidella.

## Répartition
Cette espèce a été découverte en Tanzanie, elle date de l'Éocène.

## Publication originale
: document utilisé comme source pour la rédaction de cet article.
- Baez & Harrison, 2005 : A new pipine frog from an Eocene crater lake in north-central Tanzania. Palaeontology (Oxford), vol. 48, no 4, p. 723-737.